# Fariborz Maseeh épület
A Fariborz Maseeh épület (angolul: Fariborz Maseeh Hall) a Portlandi Állami Egyetem mérnöki főiskolájának épülete az Amerikai Egyesült Államok Oregon államának Portland városában.

## Története
Az 1961 októberében átadott South Park épület 1972-ben felvette Richard L. Neuberger szenátor nevét. 1969 júliusában kibővítették.
2019 augusztusában hetvenmillió dollárból felújították és felvette Fariborz Maseeh mérnök, a renoválás szponzorának nevét. A mérnöki főiskola mellett itt található a Jordan Schnitzer Művészeti Múzeum telephelye.

## Fordítás
- Ez a szócikk részben vagy egészben  a   Fariborz Maseeh Hall című angol Wikipédia-szócikk ezen változatának fordításán alapul.  Az eredeti cikk szerkesztőit annak laptörténete sorolja fel. Ez a jelzés csupán a megfogalmazás eredetét és a szerzői jogokat jelzi, nem szolgál a cikkben szereplő információk forrásmegjelöléseként.